# 高鹅掌柴
高鹅掌柴（学名：Schefflera elata）为五加科鹅掌柴属的植物。分布在印度、不丹、尼泊尔以及中国大陆的云南等地，目前尚未由人工引种栽培。